# Калони (дем Гревена)
Калони, още Лунци или Лунч (на гръцки: Καλλονή; до 1927 година: Λούντσι, Лунци), е село в Република Гърция, в дем Гревена, административна област Западна Македония.

## География
Селото е разположено на 1020 m надморска височина, северозападно от град Гревена.

## История

### В Османската империя
В края на ХІХ век Лунци е гръцко християнско село в Жупанска нахия на Населишката каза на Османската империя. Главната селска църква „Свети Николай“ е от 1864 година. В района на Калони има още три други църкви и параклиси. Александър Синве („Les Grecs de l’Empire Ottoman. Etude Statistique et Ethnographique“), който се основава на гръцки данни, в 1878 година пише, че в Лунчи (Lountchi), Сисанийска епархия, живеят 420 гърци.
Според статистиката на Васил Кънчов през 1900 година в Лунчъ живеят 180 гърци.
На Етнографската карта на Битолския вилает на Картографския институт в София от 1901 година Калоки е чисто гръцко село в Гревенската каза на Серфидженския санджак с 60 къщи.
Според статистика на Серфидженския санджак на гръцкото консулство в Еласона от 1904 година в Лундзион (Λούντζιον), Населишка каза, живеят 500 гърци елинофони християни.
Според гръцка атинска статистика от 1910 година Λούντσον се обитава от 500 православни гърци.

### В Гърция
През Балканската война в 1912 година в селото влизат гръцки части и след Междусъюзническата в 1913 година Лунч остава в Гърция.
През 1927 година името на селището е сменено на Калони.
Населението произвежда жито, картофи и други земеделски култури, като се занимава частично и със скотовъдство и експлоатация на гората.
В църковно отношение селото е част от Сисанийската и Сятищка епархия.
| Име   | Име    | Ново име | Ново име | Описание                                                       |
| ----- | ------ | -------- | -------- | -------------------------------------------------------------- |
| Браим | Μπραήμ | Рема     | Ρέμα     | река Ю и И от Калони (Ватия, Гурна), десен приток на Праморица |

| Година    | 1913 | 1920 | 1928 | 1940 | 1951 | 1961 | 1971 | 1981 | 1991 | 2001 | 2011 | 2021 |
| --------- | ---- | ---- | ---- | ---- | ---- | ---- | ---- | ---- | ---- | ---- | ---- | ---- |
| Население | 503  | 391  | 489  | 431  | 152  | 95   | 65   | 239  | 208  | 171  | 6    | 13   |